# 地铁大厦站 (青岛市)
地铁大厦站，位于中华人民共和国山东省青岛市市北区黑龙江南路与常宁路交叉口地下，是青岛地铁3号线的地铁车站。

## 沿革
- 2009年6月26日，青岛地铁河西试验段土建开始。
- 2009年11月30日，青岛地铁一期工程正式奠基，地铁车站土建开始。
- 2015年12月16日，随3号线通车试运营后开放[1]。

## 车站结构
地铁3号线经过此站时为东北－西南走向，沿黑龙江南路（路西）伸展。
车站3号线部分为地下二层岛式站台车站，标准段总宽18.5 m、高12.8 m、埋深为2.63 m，站厅层宽22 m、长65 m、面积1430 m²，站台层宽10 m、有效长120 m、面积1200 m²。
车站主体采用明挖法施工，设3个出入口、2组风亭、1个消防出入口，分别位于黑龙江南路两侧。

### 出入口
- ：黑龙江南路西侧、常宁路南侧
- ：黑龙江南路西侧、地铁大厦南侧
- ：黑龙江南路东侧、海尔信息产业园西侧
  - 图例： 设有

## 车站周边
地铁大厦站位于河西街道北部，与市北区和崂山区接壤。附近机构有地铁大厦、青岛果品批发市场、天怡景园、河西小学、海尔信息产业园、海尔大学、四方啤酒街、青岛检通达机动车检测中心。

## 换乘
地铁大厦站除自身轨道交通性质外，还可实现与市内公交车和出租车的近距离换乘：
- 分布于周边的公交车站，包括以下路线的停靠站点：3、318、363、378、503、605、637路等。